# Philippe Schnyder
Philippe Schnyder (* 17. März 1978 in Rapperswil) ist ein ehemaliger Schweizer Radrennfahrer.
Er war von 1992 bis 2008 aktiv; sein Heimatverein war der VC Steinmaur. Im Jahr 2005 gewann er die Schweizer Meisterschaft im Bergfahren. Zweimal – 2004 und  2005  – startete er beim Giro d’Italia. 

## Erfolge
2007
- 8. 3 Etappen Vuelta a Rioja
- 10. 5 Etappen Tour of Qinghai Lake

2005
- 1.  Schweizer Meister Berg
- 4. Team Zeitfahren Vuelta a Venezuela 3. Etappe
- 8. Intergiro Gesamtklassement Giro d’Italia
- Giro d’Italia Teilnahme (143. Gesamtklassement)

2004
- 2. Tour du Sénégal
- 4. GP Brada Slovakia
- Giro d’Italia Teilnahme (129. Gesamtklassement)

2003
- 1. Paarzeitfahren Tour de Normandie
- 1. International Sacrifice Race Agonas Thysias (Griechenland)

## Teams
- 2001 Kia Suisse
- 2002 Volksbank Ideal
- 2003 Volksbank Ideal
- 2004 Selle Italia
- 2005 Selle Italia Diquigiovanni
- 2006 Selle Italia Diquigiovanni
- 2007 Serramenti PVC Diquigiovanni
- 2008 Hadimec-Nazionale Elettronica